# Cory Jefferson
Cory Allen Jefferson (Tacoma, 26 dicembre 1990) è un ex cestista statunitense.

## Carriera
Dopo cinque stagioni in NCAA con i Baylor Bears (di cui l'ultima chiusa con oltre 13 punti e 8 rimbalzi di media) viene scelto alla 60ª (ed ultima) chiamata del Draft 2014 dai San Antonio Spurs ma viene immediatamente ceduto ai Philadelphia 76ers assieme a Jordan McRae in cambio di Nemanja Dangubić, successivamente viene scambiato ai Brooklyn Nets in cambio di una somma di denaro.
Nel 2017 è in Italia firmando un contratto con l'Olimpia Milano non terminando la stagione in quanto il 2 febbraio 2018 viene comunicata la risoluzione contrattuale.
Il 13 luglio 2018 firma con il Darüşşafaka, ma non avendo superato le visite mediche il 18 luglio torna nuovamente svincolato.
Il 13 ottobre 2018 firma con i Philadelphia 76ers, venendo però tagliato il giorno successivo. Il 16 ottobre 2018, i suoi diritti di G League vengono acquistati dai Delaware Blue Coats, squadra dove Jefferson gioca 22 partite.
Il 16 gennaio 2019 firma con i Guangzhou Long-Lions.

## Statistiche

### College
| Anno       | Squadra      | PG  | PT | MP   | TC%  | 3P%  | TL%  | RP  | AP  | PRP | SP  | PP   |
| ---------- | ------------ | --- | -- | ---- | ---- | ---- | ---- | --- | --- | --- | --- | ---- |
| 2009-2010  | Baylor Bears | 21  | 0  | 4,6  | 39,1 | 0,0  | 69,2 | 1,2 | 0,0 | 0,1 | 0,2 | 1,3  |
| 2011-2012  | Baylor Bears | 34  | 1  | 10,5 | 52,2 | 0,0  | 60,0 | 2,6 | 0,1 | 0,2 | 1,2 | 3,6  |
| 2012-2013† | Baylor Bears | 37  | 37 | 27,9 | 61,0 | 33,3 | 70,4 | 8,0 | 0,3 | 0,5 | 1,9 | 13,3 |
| 2013-2014  | Baylor Bears | 38  | 38 | 29,0 | 50,0 | 36,8 | 64,0 | 8,2 | 1,0 | 0,4 | 1,3 | 13,7 |
| Carriera   | Carriera     | 130 | 76 | 19,9 | 54,3 | 34,0 | 66,0 | 5,6 | 0,4 | 0,3 | 1,3 | 8,9  |

### NBA

#### Regular Season
| Anno      | Squadra       | PG | PT | MP   | TC%  | 3P%  | TL%  | RP  | AP  | PRP | SP  | PP  |
| --------- | ------------- | -- | -- | ---- | ---- | ---- | ---- | --- | --- | --- | --- | --- |
| 2014-2015 | Brooklyn Nets | 50 | 1  | 10,6 | 44,9 | 13,3 | 57,4 | 2,9 | 0,3 | 0,2 | 0,4 | 3,7 |
| 2015-2016 | Phoenix Suns  | 8  | 0  | 6,3  | 40,9 | 0,0  | 66,7 | 2,0 | 0,0 | 0,0 | 0,1 | 2,8 |
| Carriera  | Carriera      | 58 | 1  | 10,0 | 44,4 | 12,5 | 58,3 | 2,8 | 0,3 | 0,2 | 0,4 | 3,5 |

### G League
| Anno      | Squadra         | PG | PT | MP   | TC%  | 3P%  | TL%  | RP   | AP  | PRP | SP  | PP   |
| --------- | --------------- | -- | -- | ---- | ---- | ---- | ---- | ---- | --- | --- | --- | ---- |
| 2014-2015 | Maine Red Claws | 2  | 0  | 24,4 | 61,5 | 100  | 60,0 | 10,0 | 0,0 | 0,5 | 3,0 | 10,5 |
| 2015-2016 | Bakersfield Jam | 19 | 19 | 33,3 | 50,4 | 40,0 | 76,7 | 9,8  | 1,4 | 0,6 | 1,0 | 17,3 |
| 2016-2017 | Austin Spurs    | 42 | 36 | 28,3 | 47,5 | 38,4 | 81,4 | 8,4  | 1,0 | 0,7 | 0,8 | 15,8 |
| 2017-2018 | Texas Legends   | 10 | 5  | 23,4 | 50,0 | 40,6 | 71,4 | 5,5  | 1,2 | 0,3 | 1,1 | 12,6 |
| 2018-2019 | Del. Blue Coats | 22 | 17 | 24,0 | 38,8 | 33,3 | 68,6 | 5,0  | 0,9 | 0,3 | 0,6 | 9,2  |
| Carriera  | Carriera        | 95 | 77 | 27,7 | 47,2 | 37,4 | 77,6 | 7,6  | 1,0 | 0,5 | 0,9 | 14,1 |

### Eurolega
| Anno      | Squadra        | PG | PT | MP   | TC%  | 3P%  | TL%  | RP  | AP  | PRP | SP  | PP  |
| --------- | -------------- | -- | -- | ---- | ---- | ---- | ---- | --- | --- | --- | --- | --- |
| 2017-2018 | Olimpia Milano | 13 | 8  | 11,5 | 41,5 | 25,0 | 58,3 | 1,3 | 0,3 | 0,1 | 0,1 | 3,5 |
| 2018-2019 | Gran Canaria   | 5  | 0  | 12,7 | 31,8 | 25,0 | 0,0  | 2,4 | 0,2 | 0,0 | 0,2 | 3,4 |
| Carriera  | Carriera       | 18 | 8  | 11,8 | 38,1 | 25,0 | 53,8 | 1,6 | 0,3 | 0,1 | 0,1 | 3,4 |

## Palmarès

### Squadra
- Campione NIT (2013)
- Supercoppa italiana: 1

Olimpia Milano: 2017